# 聖書原典
聖書原典（せいしょげんてん）とは、聖書記者によって書かれた聖書の親筆書を指して使われる語である。親筆書は現在地上に存在しない。

## 言語
プロテスタントは旧約聖書がヘブライ語（一部アラム語）で書かれ、新約聖書はギリシャ語で書かれたと考えるのに対し、カトリック教会はウルガータからギリシャ語のものも旧約に含めている。

## 教父
ヒエロニムスは原典が霊感の書であると認めた。

## カトリック教会
ローマの教皇を中心とするカトリック教会では、トリエント公会議でウルガータの権威が主張された。トリエント公会議は正典として旧約46巻、新約27巻をあげたが、これは伝承によるとされる。
カトリック教会では聖書の特に旧約聖書の中で、神の霊感によって書かれたことが、教父らによって疑われたことのないものが、原聖書聖典（Protocanonical,英:Protocanonical books）と呼ばれるが、聖書の正典について決定する権利は教皇のもとにある教会教導職だけであるため、「原正典」の表現は誤解を招く恐れがあると指摘されている。

## エキュメニズム
エキュメニズムの『新共同訳聖書』ではプロテスタントが外典と呼んできたものが、第二正典、旧約聖書続編として収録されているものもある。

## プロテスタント
歴史的キリスト教会は「霊感された原典」と「霊感されない写本」の区別を共通の見解とし、福音主義教会は基本的にウェストミンスター信仰告白に告白されているものと同じ立場である。聖書啓示は完結しており原典にない書は排除される。プロテスタント正統主義の歴史的な信仰告白で旧新約聖書66巻が告白されてきた。聖書信仰に立つ福音派は聖書が原典において誤りない神のことばであり、聖書記者によって書かれたその時から誤りない神のことばとしての権威をもっていたとする信仰をもっており、聖書が教会の権威によって正典としての権威を持つようになったとする思想を退け、教会は聖書の権威を確認したに過ぎないとする。この原典とは聖書記者が書いた親筆書そのものである聖書を指して使われる語である。福音派は66巻の聖書以外は神の霊感を受けていないのであり、ローマ・カトリックや新共同訳のように原典に含まれていない文書を付加することはヨハネの黙示録に災害をもって警告されている冒涜であって、新共同訳は正典と外典の違いについて無知であると認識する。聖書の無誤性に関するシカゴ声明でも聖書が原典において誤りない神の言葉であることが確認された。これは福音派の多くの信仰宣言に明記されており、聖書の権威に関する宣言により、全的無誤性が福音派の合意として確認された。